# مهرجویی (نام خانوادگی)
مهرجویی یک نام خانوادگی است و ممکن است به یکی از موارد زیر اشاره داشته باشد:
- داریوش مهرجویی، فیلم‌ساز، رمان‌نویس و مترجم ایرانی
- ژیلا مهرجویی،  طراح صحنه و لباس ایرانی